# Palio di San Paolino
Il Palio di San Paolino è una manifestazione tradizionale di ambientazione medioevale che si svolge a Lucca il 12 luglio di ogni anno in onore del santo patrono della città San Paolino e primo vescovo di Lucca.

## Storia

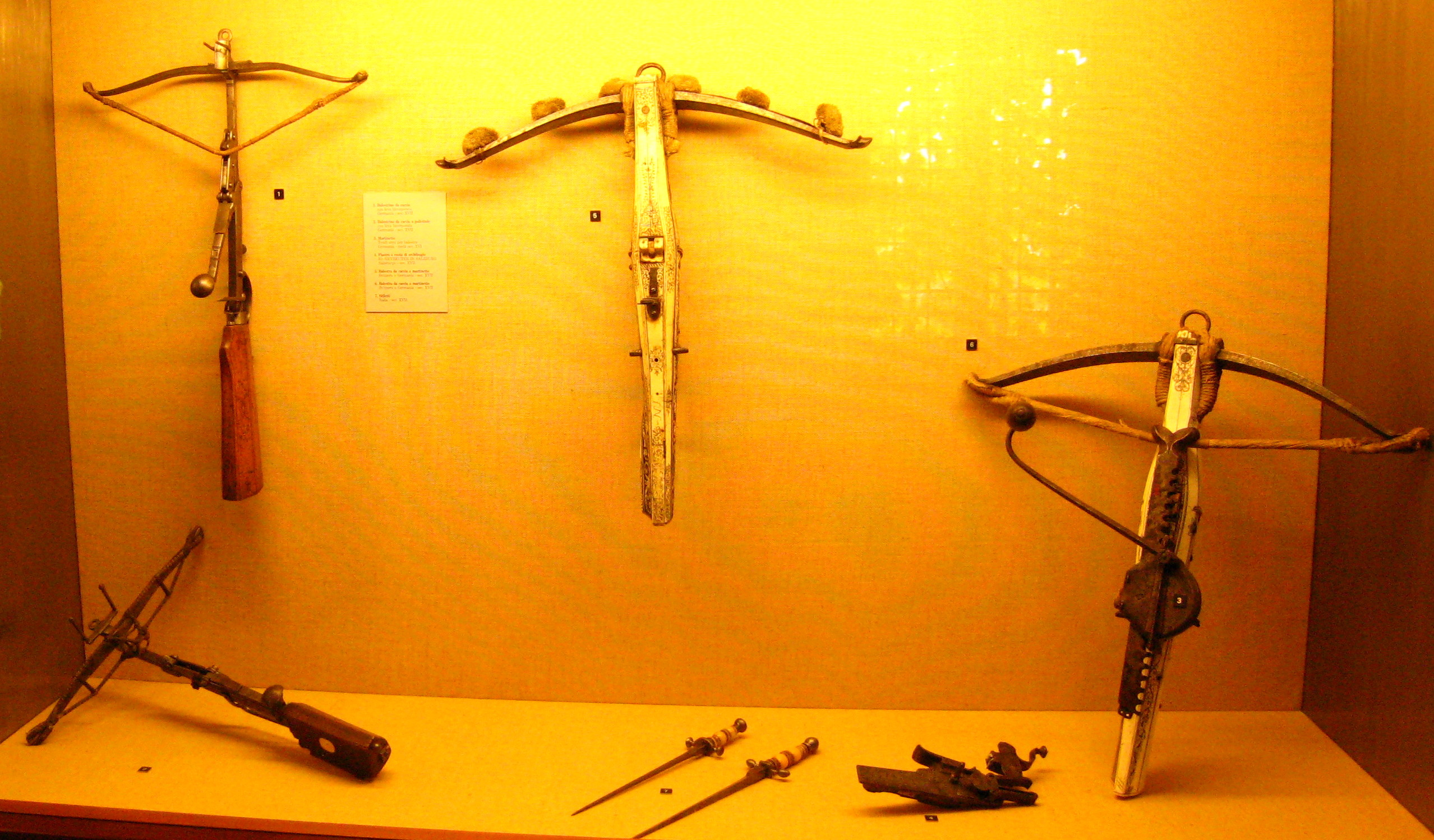
Esempi di antiche balestre

A Lucca l'uso della balestra è di antichissima memoria. Se ne ha testimonianza scritta già fin dal 1169, quando la città chiese alla Repubblica di Genova l'aiuto di una compagnia dei Balestrieri per difendersi dai continui attacchi della Repubblica di Pisa.
Nasce da qui l'esigenza del Comune lucchese di dotare il proprio esercito di un gruppo scelto di tiratori con la balestra cui affidare la protezione della città. L'importanza del gruppo si accrebbe al punto che il Vaticano invitò i balestrieri lucchesi a partecipare alla  prima crociata.  Castruccio Castracani (Signore di Lucca dal 1316 al 1328) istituì un premio per incentivare l'uso della balestra, così furono organizzate delle vere e proprie gare a scopo ludico per mantenere vivo l'allenamento e l'attenzione anche in periodi di relativa "calma". Non si hanno notizie precise sulla nascita del gara, che molti studiosi fanno risalire al XIII secolo, ma di certo si sa che il 29 giugno del 1443 il Vessillifero di Giustizia della Repubblica di Lucca volle fosse emanato un atto per disciplinare la disputa della gara con la Balestra. Detto regolamento, conservato presso l'Archivio di Stato di Lucca, e tuttora in uso, è risultato essere il più antico Regolamento per gara di tiro esistente in Europa.
Con il passare gli anni l'arte della balestra, soppiantata da altre armi da difesa più moderne ed efficaci, andò declinando decretando la fine della gara sostituita, in Lucca, da quella degli Schioppetti. Il 10 ottobre 1970 un gruppo di lucchesi desiderosi di riscoprire le antiche tradizioni cittadine costituì la "Compagnia Balestrieri Lucca", facendo così rinascere l'antica tradizione lucchese del "balestrare" che da allora ha visto rinascere nella città una tradizione vecchia di secoli.

## Partecipanti
I partecipanti al palio sono i tiratori dei tre Terzieri in cui era divisa la città di Lucca:
- San Paolino, con i colori rossi
- San Salvatore, con i colori verdi
- San Martino, con i colori neri

## Svolgimento del Palio

### Vigilia
La festa inizia l'11 luglio con la cerimonia di apertura e il tradizionale corteo storico che si snoda lungo le vie cittadine e culmina in Piazza San Martino dove si procede all'effettuazione del sorteggio dell'ordine con cui i balestrieri si succederanno al tiro. Successivamente nella Basilica di San Paolino si svolge una messa con il canto del Mottettone e la benedizione del Palio.

### Palio
Al mattino della gara il Banditore percorre le vie del centro storico, leggendo il Bando di Sfida.
Il Palio si svolge in notturna in Piazza San Martino antistante il Duomo di Lucca e mette di fronte i tiratori dei tre Terzieri della città che si sfidano utilizzando balestre antiche all'italiana, da banco. Altre volte per il Palio sono stati utilizzati altre piazze cittadine quali Piazza S. Michele, Piazzale Monsignor Arrigoni, il vecchio Prato del Marchese (Piazzale S. Donato), Piazza Anfiteatro e Cortile degli Svizzeri.
Al termine di un lungo corteggio di musici, sbandieratori, armati e figuranti in costume, entrano in campo i balestrieri di ciascun Terziere che, a turno, salgono sul pancaccio e sistemano la propria balestra. Ogni concorrente deve scagliare una sola verretta, recante scritto il proprio nome, dalla distanza di 36 metri  tentando di colpire il bersaglio chiamato brocca, consistente in un cilindro di legno del diametro di 12 centimetri e della lunghezza di 50.
Al termine della competizione il Maestro d'Armi e il collegio giudicante, dopo attento esame, premiano i primi quattro classificati.  Al Terziere del vincitore spetta il tradizionale Palio, ovvero un drappo dipinto da un pittore cittadino. Al balestriere "Primo et Meliore su tutti" va la brocca con conficcata la propria verretta vincente e il Collare d'argento che terrà per un anno.
La disfida è allietata da una serie di spettacoli di contorno che prevedono la partecipazione di un menestrello, prima dell'ingresso in piazza del corteggio, e poi da giochi di bandiera, dai musici  e dalle danze rinascimentali dei membri della Compagnia Balestrieri, dell'Associazione Contrade San Paolino e dell'Associazione Sbandieratori e Musici città di Lucca.

### Variazioni rispetto all'antichità
- In origine il Palio si teneva sei volte l'anno, in occasione delle principali festività cittadine.  Dopo la ricostituzione della Compagnia Balestrieri, fu istituito il Palio della Terzanaia (la Terzanaia era un'armeria della Repubblica fin dai primi anni del XV secolo), che durò per 4 edizioni. La prima coincise con l'esordio ufficiale della Compagnia Balestrieri nel 1971 che incontrarono i balestrieri della Città di Imola; la seconda e la quarta in onore di San Paolino il 12 luglio 1972 e 1973; la terza a onore e gloria della Santa Croce la domenica precedente la Luminara del 1972. In seguito -considerando anche quelli già disputati- furono definitivamente denominati i due Palii, Palio di San Paolino e Palio di Santa Croce.
- La distanza originaria dal bersaglio era di 120 passi (circa 88 m), oggi è stata diminuita a 36 metri per uniformarsi ai dettami della Federazione Italiana Balestrieri (FIB).
- Il premio per i vincitori era di 18 fiorini d´oro, mentre oggi al vincitore va un collare d'argento massiccio opera dell'argentiere lucchese Nello Giovacchini.

## Albo d'oro Palio di San Paolino e Palio della Santa Croce - Lucca
| Edizione | Vincitore Palio di S.Paolino                                           | Terziere                                                               |  | Vincitore Palio di S.Croce             | Terziere                               |
| -------- | ---------------------------------------------------------------------- | ---------------------------------------------------------------------- |  | -------------------------------------- | -------------------------------------- |
| 1972     | Giovanni Lombardi                                                      | San Paolino                                                            |  | Paolo Massi                            | Sansepolcro *                          |
| 1973     | Pier Adolfo Bartoletti                                                 | San Salvatore                                                          |  | Mirio Vanni                            | Massa Marittima **                     |
| 1974     | Claudio Marraccini                                                     | San Salvatore                                                          |  | Silvio Bianchi                         | Lucca ***                              |
| 1975     | Non disputato per concomitanza con Torneo Nazionale della Balestra FIB | Non disputato per concomitanza con Torneo Nazionale della Balestra FIB |  | Silvio Bianchi                         | San Martino                            |
| 1976     | Maurizio Bartoli                                                       | San Paolino                                                            |  | Silvio Bianchi                         | San Martino                            |
| 1977     | Giuseppe Zampelli                                                      | San Martino                                                            |  |                                        |                                        |
| 1978     | Vladimiro Pieroni                                                      | Gruppo Cavalieri del Tau                                               |  |                                        |                                        |
| 1979     | Pier Adolfo Bartoletti                                                 | San Paolino                                                            |  |                                        |                                        |
| 1980     | Non disputato per concomitanza con Torneo Nazionale della Balestra FIB | Non disputato per concomitanza con Torneo Nazionale della Balestra FIB |  | Maurizio Orsucci                       | Gruppo Cavalieri del Tau               |
| 1981     | Maurizio Bartoli                                                       | San Paolino                                                            |  | Massimo Baldocchi                      | San Martino                            |
| 1982     | Pier Adolfo Bartoletti                                                 | San Paolino                                                            |  | Graziano Nottoli                       | San Martino                            |
| 1983     | Leonardo Valentini                                                     | San Martino                                                            |  |                                        |                                        |
| 1984     | Leonardo Valentini                                                     | San Martino                                                            |  |                                        |                                        |
| 1985     | Non disputato per concomitanza con Torneo Nazionale della Balestra FIB | Non disputato per concomitanza con Torneo Nazionale della Balestra FIB |  | Roberto Bellandi                       | San Salvatore                          |
| 1986     | Graziano Nottoli                                                       | San Martino                                                            |  |                                        |                                        |
| 1987     | Emanuele Mattei                                                        | San Paolino                                                            |  |                                        |                                        |
| 1988     | Andrea Paolinelli                                                      | San Paolino                                                            |  |                                        |                                        |
| 1989     | Riccardo Bartoletti                                                    | San Paolino                                                            |  |                                        |                                        |
| 1990     | Brunello Giuntini                                                      | San Salvatore                                                          |  |                                        |                                        |
| 1991     | Andrea Dianda                                                          | San Martino                                                            |  |                                        |                                        |
| 1992     | Alberto Collodi                                                        | San Salvatore                                                          |  |                                        |                                        |
| 1993     | Giuliano Marchetti                                                     | San Martino                                                            |  |                                        |                                        |
| 1994     | Roberto Bellandi                                                       | San Salvatore                                                          |  |                                        |                                        |
| 1995     | Daniele Bartoletti                                                     | San Martino                                                            |  |                                        |                                        |
| 1996     | Non Disputato                                                          | Non Disputato                                                          |  | Lorenzo Raffaelli                      | San Salvatore                          |
| 1997     | Lorenzo Raffaelli                                                      | San Salvatore                                                          |  |                                        |                                        |
| 1998     | Giulio Cesare Raffaelli                                                | San Salvatore                                                          |  |                                        |                                        |
| 1999     | Dino Tozzini                                                           | San Salvatore                                                          |  |                                        |                                        |
| 2000     | Riccardo Casciotti                                                     | Contrade San Paolino                                                   |  |                                        |                                        |
| 2001     | Giulio Cesare Raffaelli                                                | San Salvatore                                                          |  |                                        |                                        |
| 2002     | Marco Puccetti                                                         | Contrade San Paolino                                                   |  |                                        |                                        |
| 2003     | Dino Tozzini                                                           | San Salvatore                                                          |  |                                        |                                        |
| 2004     | Lorenzo Raffaelli                                                      | San Salvatore                                                          |  |                                        |                                        |
| 2005     | Luciano Orsetti                                                        | San Paolino                                                            |  |                                        |                                        |
| 2006     | Giuseppe Dal Poggetto                                                  | San Salvatore                                                          |  |                                        |                                        |
| 2007     | Alessandro Guidi                                                       | San Paolino                                                            |  |                                        |                                        |
| 2008     | Dino Tozzini                                                           | San Salvatore                                                          |  |                                        |                                        |
| 2009     | Elia Rossi                                                             | San Martino                                                            |  |                                        |                                        |
| 2010     | Alessandro Guidi                                                       | San Paolino                                                            |  |                                        |                                        |
| 2011     | Alessandro Guidi                                                       | San Paolino                                                            |  |                                        |                                        |
| 2012     | Marco Porqueddu                                                        | San Paolino                                                            |  |                                        |                                        |
| 2013     | Massimo Baldocchi                                                      | San Martino                                                            |  |                                        |                                        |
| 2014     | Pier Adolfo Bartoletti                                                 | San Martino                                                            |  |                                        |                                        |
| 2015     | Simona Ceccarini                                                       | San Paolino                                                            |  |                                        |                                        |
| 2016     | Gabriele Carmassi                                                      | San Martino                                                            |  | Alberto Collodi                        | San Salvatore                          |
| 2017     | Marco Porqueddu                                                        | San Paolino                                                            |  | Marco Porqueddu                        | San Paolino                            |
| 2018     | Alberto Collodi                                                        | San Salvatore                                                          |  | Federico Del Carlo                     | San Paolino                            |
| 2019     | Oscar Bianchini                                                        | San Martino                                                            |  | Non disputato causa meteo avverso      | Non disputato causa meteo avverso      |
| 2020     | Francesco Bianchini                                                    | Contrade San Paolino                                                   |  | Non disputato causa pandemia Covid19   | Non disputato causa pandemia Covid19   |
| 2021     | Mauro Tolomei                                                          | Contrade San Paolino                                                   |  | Interrotto causa maltempo ed annullato | Interrotto causa maltempo ed annullato |
| 2022     | Daniele Bertolucci                                                     | San Martino                                                            |  | Matteo Naletto                         | Contrade San Paolino                   |
| 2023     | Cristina Fenili                                                        | Contrade San Paolino                                                   |  | Cristina Fenili                        | Contrade San Paolino                   |
| 2024     | Maranini Antonietta                                                    | San Martino                                                            |  | Giampaolo Russo                        | Contrade San Paolino                   |
| 2025     | //                                                                     | //                                                                     |  | //                                     | //                                     |

(*) Disfida Lucca-Sansepolcro
---
(**) Disfida Lucca-Massa Marittima
---
(***) Disfida Lucca-Sansepolcro-Massa Marittima

### Riepilogo dell'Albo d'oro
| Terziere                       | Vittorie Palio San Paolino | Vittorie Palio Santa Croce | Vittorie Totali |
| ------------------------------ | -------------------------- | -------------------------- | --------------- |
| San Martino                    | 15                         | 4                          | 19              |
| San Salvatore                  | 14                         | 3                          | 17              |
| San Paolino                    | 15                         | 2                          | 17              |
| Contrade San Paolino           | 5                          | 3                          | 8               |
| Cavalieri del Tau - Altopascio | 1                          | 1                          | 2               |

---
(N.B.): il Gruppo Cavalieri del Tau di Altopascio è nel Riepilogo solo perché vincitrice di entrambi i Palii
---

### Palii straordinari
Palio della Terzanaia
1971 - Pier Adolfo Bartoletti (Lucca)
Palio della Balestra / Ripresa integrale RAI TV
1977 - Luciano Pesi (Compagnia Balestrieri Lucca)
Palio della Balestra in onore del 1º centenario della morte di Francesco Carrara
1988 - Riccardo Casciotti (Terziere di San Martino)
Palio della Balestra tra Lucca e Massa Marittima
1995 - Claudio Pennelli (Lucca)
1996 - Roberto Masserizzi (Massa Marittima)

### Trofeo del Balestrone
| Edizione | Vincitore               | Città                          |        |
| -------- | ----------------------- | ------------------------------ | ------ |
| 2001     | Giorgio Giannoni        | Società dei Terzieri Massetani | *      |
| 2002     | Giulio Cesare Raffaelli | Compagnia Balestrieri Lucca    |        |
| 2003     | Giancarlo Zago          | Società dei Terzieri Massetani | *      |
| 2004     | Massimo Baldocchi       | Compagnia Balestrieri Lucca    | *      |
| 2005     | Roberto Bellandi        | Compagnia Balestrieri Lucca    | *      |
| 2006     | Giuseppe Dal Poggetto   | Compagnia Balestrieri Lucca    |        |
| 2007     | Alessandro Guidi        | Compagnia Balestrieri Lucca    | *      |
| 2008     | Gianfranco Rabuzzi      | Società dei Terzieri Massetani | *      |
| 2009     | Gabriele Carmassi       | Compagnia Balestrieri Lucca    |        |
| 2010     | Claudio Zocchia         | Società dei Terzieri Massetani | *      |
| 2011     | Giuseppe Dal Poggetto   | Compagnia Balestrieri Lucca    |        |
| 2012     | Alessandro De Servi     | Compagnia Balestrieri Lucca    | **     |
| 2013     | Paolo Teani             | Compagnia Balestrieri Lucca    | °      |
| 2014     | Alessandro Guidi        | Compagnia Balestrieri Lucca    | **     |
| 2015     | Giuseppe Dal Poggetto   | Compagnia Balestrieri Lucca    | **°    |
| 2016     | Massimo Baldocchi       | Compagnia Balestrieri Lucca    | °, **° |
| 2017     | Giuseppe Dal Poggetto   | Compagnia Balestrieri Lucca    |        |
| 2018     | Alberto Collodi         | Compagnia Balestrieri Lucca    | *,**,+ |
| 2019     | Paolo Teani             | Compagnia Balestrieri Lucca    | *,^    |
| 2020     | Antonio Corsini         | Compagnia Balestrieri Lucca    |        |
| 2021     | Katerina Adas           | Società dei Terzieri Massetani | **     |
| 2022     | Francesco Manetti       | Società dei Terzieri Massetani |        |
| 2023     | Noci Giacomo            | Società dei Terzieri Massetani |        |
| 2024     | Jacopini Riccardo       | Società Balestrieri Pisa       |        |

(*)  Disfida con Società dei Terzieri Massetani (Massa Marittima)
(**) Disfida con Compagnia Balestrieri di Pisa
(°) Disfida con Ass. Contrade San Paolino
(+) Disfida con Compagnia Balestrieri del Palio della Marciliana di Chioggia
(**°) Disfida con Contrade San Paolino e Compagnia Balestrieri di Pisa
(^) Disfida con compagnia balestrieri di Cave (Roma)
(°*) Disfida Compagnia Balestrieri Lucca - Società Terzieri Massetani - Balestrieri Terra della Cava (Cave, RM)
(°*°) Disfida Compagnia Balestrieri Lucca - Società Terzieri Massetani - Compagnia Balestrieri città di Volterra - Balestrieri di Porta San Marco

## Curiosità
- il termine imbroccare spesso utilizzato nell'uso corrente con il significato di "aver indovinato" deriva proprio dall'aver centrato questo particolare tipo di bersaglio.
- Dal 2019 per dare maggior impulso alla manifestazione il Comune decide di trasformare il Palio, sin qui organizzato dalla Compagnia Balestrieri Lucca, in Palio della Città consentendo la partecipazione anche all'associazione Contrade San Paolino (altro gruppo di balestrieri attivo in Lucca).